# 김이안 초상
김이안 초상(金履安 肖像)은 서울특별시 서대문구, 연세대학교박물관에 있는 조선시대의 초상화이다. 2006년 12월 29일 대한민국의 보물 제1500호로 지정되었다.

## 개요
김이안(1722-1791)은 본관은 안동, 자는 원례(元禮), 호는 삼산재(三山齋)이며, 김상헌의 후손으로 노론의 낙론(洛論)을 대표하는 김창협의 증손자이자 김원행의 아들로 정조대 산림으로 우대되었던 인물이다. 김이안 초상은 연세대학교박물관에 반신상이 1점, 이화여대박물관에 전신입상이 한점 전하고 있는데, 두 박물관 소장의 초상은 동일한 상호와 복식을 하고 있다.
연세대박물관 소장 <김이안 초상(반신상)>은 정교하면서도 이상화된 안면 묘사로 주인공을 사실적으로 잘 표현한 수작이다. 머리에 쓴 복건이 자주색을 띄는 점이 이채롭다. 이화여대박물관 소장본은 조선시대 초상화 중 전신입상의 희귀한 예이나 연세대박물관 소장본에 비해 화풍에 있어 경직된 면모를 보여준다. 두 점의 <김이안 초상> 중 연세대박물관 소장본만을 보물로 지정, 예고한다.

## 같이 보기
- 김이안

## 참고 자료
- 김이안 초상 - 국가유산청 국가유산포털